# 比利亚斯武埃纳斯
比利亚斯武埃纳斯，是西班牙卡斯蒂利亚-莱昂萨拉曼卡省的一个市镇。 总面积40平方公里，总人口298人（2001年），人口密度7人/平方公里。